# Айи-Теодори (острова)
Айи-Теодори (греч. Άγιοι Θεόδωροι — «Святые Теодоры») — два небольших необитаемых острова, расположенные в заливе Ханья в западной части Крита. Один остров называется Айос-Теодорос (Άγιος Θεόδωρος), называемый также Тодору (Θοδωρού), и островок в 24 м от него на севере, называемый Теодоропула (греч. Θεοδωροπούλα) или Микрос-Айос-Теодорос () («Маленький Айос-Теодорос»). Относятся к общине (диму) Ханья в периферийной единице Ханья. Айос-Теодорос является местом обитания кри-кри. Название островов происходит от местной церкви Айос-Теодорос (Святого Феодора). На юге острова имеется большая пещера с входом в виде арки.

## История
Старое название островов — Акитион (греч. Ακοίτιον — «незаселённый»). По легенде, острова появились после того, как Посейдон превратил в них огромное чудовище. В 1583 году венецианцы построили две небольшие крепости на Айос-Теодорос, чтобы предотвратить использование острова пиратами и защищать побережье Крита. Остров был оккупирован в 1645 году турками после ожесточённого боя, когда гарнизон острова из 70 человек не сдался и турки подожгли пороховой погреб. Крепость взорвалась вместе с защитниками, и тогда турки высадились.
В 1930 году община (дим) Айия-Марина в сотрудничестве с ассоциацией охоты Ханьи решила сделать острова заповедником. В 1935 году Теодорос Виглис поймал одного самца и двух самок кри-кри в Самарийском ущелье и выпустил их на Айос-Теодорос, чтобы они могли свободно размножаться, поскольку никакие другие козы не населяли остров. Эта небольшая община кри-кри была слишком мала, чтобы предотвратить инбридинг, вследствие чего ещё больше кри-кри было завезено на остров. Популяция кри-кри на острове используется для обеспечения этим подвидом животных зоопарков по всему земному шару.